# JS Muroto (2012)
JS Muroto (ARC-483) (Tiếng Nhật: むろと) là một tàu đặt cáp thuộc Lực lượng Phòng vệ trên biển Nhật Bản (JMSDF).

## Thiết kế
Năm 2009, Chính phủ Nhật đã tiến hành phê chuẩn ngân sách tài chính cho chương trình phát triển tàu đặt cáp thế hệ mới, nhằm thay thế cho tàu JS Muroto (ARC-482) đã quá lạc hậu. Đây là lớp tàu thế hệ thứ 3 được đặt tên Muroto. Muroto vốn là tên một thành phố thuộc tỉnh Kōchi, Nhật Bản.
Quá trình nghiên cứu, chế tạo được thực hiện bởi Mitsubishi Heavy Industries. Thân tàu được đóng bởi Nhà máy đóng tàu Shimonoseki. Toàn bộ dự án đóng tàu này có chí phí  28,4 tỷ ¥. Dự án đóng mới được khởi công ngày 7 tháng 9 năm 2011. Tàu được hạ thủy vào ngày 5 tháng 7 năm 2012 và đi vào hoạt động ngày 15 tháng 3 năm 2013, sau đó nó được biên chế cho Cục Hải dương học.
JS Muroto có lượng giãn nước tương đương phân loại tàu khu trục – tiêu chuẩn 4.950 tấn, đầy tải 6.400 tấn, chiều dài tổng thể 131 m, rộng 19 m, mớn nước 11 m. Thủy thủ đoàn vận hành khoảng 110 người.
Tương tự tàu tiền nhiệm, nhiệm vụ chính của JS Muroto là lắp đặt thiết bị giám sát, theo dõi dưới nước tại các căn cứ, hải cảng, vùng biển chiến lược. Tàu được trang bị thiết bị đặt cáp và nhiều thiết bị chuyên dụng khác phục vụ khảo sát, đo đạc biển, phần thân tàu phía dưới nước được trang bị vây ổn định nhằm làm tăng độ ổn định cho tàu trong điều kiện di chuyển tốc độ cao. Ngoài ra, thân tàu còn được thiết kế tương tự kết cấu tàu thương mại nhằm tiết kiệm chi phí bảo trì, bảo dưỡng.